# Центральна мечеть Лондона
51°31′45″ пн. ш. 0°09′55″ зх. д. / 51.529166666667° пн. ш. 0.16527777777778° зх. д.
Центральна мечеть Лондона (англ. London Central Mosque) - мечеть Лондона, що розташована на краю Ріджентс-парк. 

## Історія
1937 року проєкт був профінансований Нізамом з Хайдарабаду, а камінь основи мечеті був закладений у п’ятницю 4 червня 1937 року, Його Святістю князем Азамом Джа.
1954 - 1967 рр. було розглянуто кілька проєктів мечеті. Надходили тривалі заявки на планування, але необхідне схвалення не було надано.
У 1969 року мечеть була спроєктована англійським архітектором Фредеріком Гіббердом.
Були надані пожертви для будівництва від короля Саудівської Аравії Фейсала ібн Абдель Азіз Аль Сауда.
Відкриття відбулося 1977 року.
1. ↑  https://historicengland.org.uk/listing/the-list/list-entry/1452906
2. ↑  National Heritage List for England